# Кентер, Йылдыз
Айше Йылдыз Кентер (11 октября 1928 — 17 ноября 2019) — турецкая актриса

. Была одним из послов доброй воли ЮНИСЕФ от Турции. Государственный артист Турции (1981).

## Биография
Родилась 11 октября 1928 года в Стамбуле в семье дипломата Ахмета Наджи Кентера и его жены Надиде. Мать Йылдыз при рождении звали Ольга Синтиа, она была выходцем из Великобритании, после замужества переехала в Турцию и сменила имя.
Йылдыз Кентер окончила Анкарскую консерваторию.

## Актёрская карьера
11 лет играла в государственном театре Анкары. Получила грант фонда Рокфеллера, на который ездила в США, там изучала актёрское искусство. После возвращения в Турцию преподавала в Анкарской консерватории. В 1959 году уволилась из государственного театра Анкары.
В течение одного года сотрудничала с Мухсином Эртугрулом, затем совместно со своим братом Мюшфиком и мужем Шюкраном Гюнгёром создала компанию «Kent Theatre Company». В течение нескольких лет после этого занималась в США и Великобритании исследованиями на тему «Методы актёрской игры» и «Изменение методов образования».
В 1968 году была завершена постройка театра «Kenter Theatre» в Стамбуле. Йылдыйз Кентер выступала в СССР, США, Великобритании, Германии, Нидерландах, Дании, Канаде, Югославии и Кипре.
Поставила и сыграла более 100 пьес, основанных на произведениях таких авторов, как Шекспира, Чехов, Брехт, Ионеско, Пинтер, Олби, Фугард, Мелих Джевдет Андай, Неджати Джумалы, Адалет Агаоглу, Музаффер Изгю.
37 лет преподавала актёрское искусство.
Умерла 17 ноября 2019 года в возрасте 91 года в палате интенсивной терапии в частной стамбульской клинике. Похоронена на кладбище Ашиян после церемонии прощания в театре «Kenter Theatre», а также религиозных церемоний в мечети Афет Йолал. У неё остались две дочери, родная Лейла Тепеделен и приёмная Эсма Узун.

## Личная жизнь
В 1951 году Йылдыз Кентер вышла замуж за Нихата Акчана, брата певицы Несрин Сипахи. Через года родила дочь Лейлу. Брак продлился семь лет. В 1965 год вышла замуж за Шюкрана Гюнгёра. Их брак продлился вплоть до его смерти в 2002 году.

## Награды и премии
В 1962 году Кентер получила за заслуги в области театрального искусства премию «Женщина года». Трижды становилась лауреатом премии «Золотой апельсин» в номинации «актриса второго плана». В 1984 году Итальянский институт культуры наградил её премией Аделаиды Ристори. В 1989 году за роль сыгранную в драме Халита Рефига получила премию «Лучшая актриса» на корсиканском кинофестивале. В 1991 году Lions Clubs International наградил её премией Мелвина Джонса.